# 盧植
盧 植（ろ しょく、? - 192年）は、中国後漢末期の政治家・将軍・学者。字は子幹。子は盧毓ほか、少なくとも3人。幽州涿郡涿県（現在の河北省保定市涿州市）の人。『後漢書』に伝がある。また、『三国志』魏志「盧毓伝」が引く『続漢書』にも記述がある。
後漢の末期に文武の才能を見込まれ立身した。黄巾の乱の追討に功績を挙げた将軍の一人である。儒学者としては『礼記』の注釈者としても知られる。三国時代の蜀漢を興した劉備とは同郷であり師でもある。

## 生涯
身長は8尺2寸（約195cm）で、声は鐘のように大きくよく響いたと伝わる。
若い頃に、鄭玄とともに馬融に師事して儒学を学び、古今の学問に通じた。馬融は外戚出身の豪族の出であったため、よく多くの女人を侍らせ歌舞を楽しみながら講義をしていたが、盧植がそれに目もくれなかったため、馬融は盧植に敬意を持った。古今の書に通じ、博学で節義も高かった事から人望が厚く、剛毅で節度のある性格であり、常に世の中を救いたいという志を持っていた。辞賦は好まず、酒は一石程嗜んだ。
桓帝の没後、皇后の父である竇武が霊帝を擁立し朝政を見るようになると、封爵を与えようとする意見があった。盧植はこれを諌めたが、竇武には聞き入れられなかった。
盧植には州郡からの仕官の誘いがあったが、それをすべて辞退した。建寧年間の中期に博士となった。熹平4年（175年）に九江蛮が反乱を起こすと、文武の才能がある人物として四府から推薦され、盧植が九江太守に任命された。蛮族が降服すると、盧植は病のため官職を去った。
盧植は故郷の幽州涿郡に戻り、『尚書章句』や『礼記解詁』といった著作を著した。また学舎を主宰し、劉備や公孫瓚と高誘といった近隣の子弟に学問を教えている（『三国志』蜀志「先主伝」・魏志「公孫瓚伝」など）。
太学石経を始めて立て、五経を正す事となった時、上書して儒学者としての意見を述べた。
会南夷が反乱を起こすと、かつての九江太守であった時の恩信を買われ、廬江太守に任命された。
数年して復職し議郎に任命された。東観で馬日磾・蔡邕・楊彪・韓説らとともに、五経の校訂や漢紀の編纂にも携わった。
後に侍中となり尚書に移った。光和元年（178年）、日食があったため上書して政治を正すよう意見を述べた。しかし霊帝はこれに従わなかった。
中平元年（184年）、黄巾の乱が起きると、盧植は再び四府からの推挙を受け、北中郎将に任命され、節を持つ事を許された。護烏桓中郎将の宗員を副将とし、北軍五校士の将軍とされて天下諸郡の兵を集め、反乱軍の指導者である張角の討伐に向かった。盧植は張角の軍を大いに破って万余人を斬る功績を立てた。張角が広宗に敗走したが、盧植はこれを包囲し雲梯を使って攻め立てた。丁度、霊帝が左豊を軍の監察の使者として派遣して来た。左豊は盧植に賄賂を要求したが、盧植がこれを断ったため、左豊は霊帝に「盧植は戦おうとしない」と讒言した。盧植は怒った霊帝から罪人に落とされ、死一等を免じた上で官職を剥奪されて、収監される事となった。
後に皇甫嵩が黄巾を平定したが、皇甫嵩が盧植の功績を大いに称えたため、盧植は許され再び尚書に任命された。
光熹元年（189年）、何進は宦官皆殺しに反対する何太后に圧力をかけるため、并州の董卓を呼び寄せようとした。盧植が董卓の凶悪な性格を知っていたため、それを止めさせようとしたが、何進はそれに従わなかった。
何進が暗殺されると、その部下の袁紹らが宦官誅罰のため挙兵した。盧植もそれに参加し、帝らを連れて逃げる宦官の前に、戈を持って立ち塞がっている。
董卓が実権を掌握し、帝を少帝から献帝に挿げ替えようとすると、董卓の暴虐さに誰もが口を噤む中で、盧植のみがこれに反対した。そのため董卓によって処刑されかけたが、海内の学者・大儒として名高く人望の厚かった盧植は、蔡邕や議郎の彭伯の取り成しで助命され、免職だけに留められた。
その後、災いを避けるため病を理由に都から轘轅道を伝って逃亡した。董卓は懐県まで追っ手を差し向けたが、追い付けなかった。
盧植は郷里に隣接する上谷郡で隠遁生活を送った。その後、冀州牧となった袁紹に招かれて軍師となり、初平3年（192年）に病死した。
建安年間になり、袁紹を破り河北に進出した曹操は、袁紹の子らを破り柳城まで遠征する途中、盧植の故郷である涿郡を通過した。曹操はこの時、亡き盧植の功績を称えて顕彰し、子の盧毓らを官職に就けて報いた。

## 創作における盧植
小説『三国志演義』では、黄巾の乱討伐の将軍として登場する。かつての教え子で義勇軍を率いる劉備と再会し、劉備が「先生」と呼んで尊敬している様子が描写されている。宦官の讒言で陥れられて、囚人車で都に護送される場面では、行き会わせた劉備らが驚き、張飛が力尽くで救おうとするのを叱咤して止めさせるなど、見せ場がある。後に史実通り朝臣として復帰し、董卓の専横に反対し引退。劉備三兄弟との再会を果たす事はないまま、物語から姿を消している。

## 小説
- 三国志名臣列伝 後漢篇　(宮城谷昌光、文藝春秋、2018年）

## 参考資料
- 『後漢書』虞傅蓋臧列傳
- 『三国志』
- 『三国志演義』
- 渡邊義浩『儒教と中国「二千年の正統思想」の起源』